# Eloy Fritsch

Eloy Fernando Fritsch es un compositor brasileño de música new age y electrónica, nacido el 1 de marzo de 1968.
Fascinado por la música electrónica desde su adolescencia, en 1983 formó la banda progresiva Apocalypse, donde introdujo los sintetizadores. Entre 1986-1991 estudió síntesis por ordenador y en 1996 inició su carrera en solitario con el CD Dreams, al que han seguido otros como Behind the Walls of Imagination (1997), Space Music (1998), Cyberspace (2000), Mythology (2001), Atmosphere (2003), Landscapes (2005). Desde 1999 es profesor de música electrónica en la Universidad de Porto Alegre, donde ha creado el mayor estudio electrónico del sur de Brasil.
Fritsch nos ofrece un trabajo absolutamente melodioso y onírico sobre la base de la utilización de un verdadero arsenal de teclados. Se trata de composiciones muy bien elaboradas que se acercan a las odiseas atmosféricas de Vangelis y Jean-Michel Jarre, así como a los largos pasajes electrónico-progresivos de Rick Wakeman.
En 2012 lanzó el décimo CD de la carrera titulado Exogenesis conteniendo la suite electrónica del mismo nombre en 4 movimientos inspirados en la génesis del Universo. Uniendo el sinfónico y el electrónico, pero sin olvidar los instrumentos étnicos, el compositor de música New Age utiliza la alta tecnología al servicio de las emociones. Las imágenes del CD fueron creadas por artistas europeos especializados en ilustraciones de ciencia ficción Maciej Rebisz y Mirek Drozd y remiten a la creación del cosmos y la existencia de otras formas de vida. 
En 2014 lanza el álbum Spiritual Energy que reúne bandas sonoras realizadas para cine, video, y teatro. Además de las pistas el compositor presenta otras composiciones totalizando 17 temas con énfasis en las melodías realizadas en teclados electrónicos y texturas orquestales que van desde momentos épicos hasta suaves pasajes instrumentales.Las imágenes del álbum quedan a cargo nuevamente de Maciej Rebisz. 
En 2017 Fritsch lanza el álbum Sailing to the Edge en el que el estilo predominante es el rock progresivo instrumental con énfasis en el sintetizador moog, batería y el bajo en las pistas The Spy, The Rising Sun, The Flying Caravel, y Telepaty acercándose a sus composiciones en el grupo de rock progresivo brasileño Apocalypse. Sin embargo, el compositor abre el espacio para la música sinfónica en las bandas Sailing to the Edge Overture y The Wizard, electrónica en la pista de Mind Uploading y new age en la banda de Floating Castle. Todos los elementos de la música de Eloy Fritsch están presentes en este álbum: timbres provenientes de sintetizadores, hermosas melodías, pasajes majestuosos y energéticos, ritmos con batería, percusión y orquestación electrónica a gran escala. Puede ser considerado el álbum más progrock del teclista con derecho a utilizar el keytar en las canciones Liberty y Alchemy. Fritsch también utiliza el Moog Theremini para producir una sonoridad electrónica en el épico de más de 10 minutos titulado The Time Barrier, última canción del álbum.

## Discografía

### Apocalypse
- Apocalypse (1991)
- Perto do Amanhecer (1995)
- Aurora dos Sonhos (1996)
- Lendas Encantadas (1997)
- The Best of Apocalypse (1998, Compilation)
- Live in USA (2001, Live)
- Refugio (2003)
- Magic (2004)
- Magic Spells (2006, Live)
- DVD The 25th Anniversary Concert (2006)
- 2012 Light Years from Home (2011)
- The 25th Anniversary Box Set (2011)
- DVD The Bridge of Light (2013)

### El proyecto de Música Electrónica
- Dreams (1996)
- Behind the Walls of Imagination (1997)
- Space music (1998)
- Cyberspace (2000)
- Mythology (2001)
- Atmosphere - Electronic Suite (2003)
- Landscapes (2005)
- Past and Future Sounds - 1996-2006 (2006)
- The Garden of Emotions (2009)
- Exogenesis (2012)
- Spiritual Energy (2014)
- Sailing to the Edge (2017)
- Journey to the Future (2019)
- Moment in Paradise (2020)
- Cosmic Light (2021)
- Epic Synthesizer Music Vol.1 (2023)
- Epic Synthesizer Music Vol.2 (2023)

### Participaciones
- Planeta Nova Era Vol. 7 (1997) Track: Lake of Peace Movement 1 and 2
- Planeta Nova Era Vol. 13 (1999) Track: Cosmic Winds
- Planeta Nova Era Vol. 14 (1999) Track: Starlight
- Margen - Music from the Edge Vol. 6 (2002)- Track: Ionosphere
- Edition #5 (2005) Track: The Garden of Emotions Suite
- Brasil Instrumental 2006 (2006) Track: The Garden of Emotions Suite
- Compact Mellotron 34 (2006) Track: Andrómeda
- Edition #13 (2006) Track: Shiva
- Edition #14 (2006) Track: Atlantis
- Edition #15 (2006) Track: Andrómeda
- Brazilian Electroacoustic Music Compilation (2009) Track: Synthetic Horizon
- Schwingungen Radio auf CD - Edition Nr.210 11/12. (2012) Track: Moonwalk
- Schwingungen Radio auf CD - Edition Nr.290 07/19. (2019) Track: Mermaids Island
- Schwingungen Radio auf CD - Edition Nr.308 01/21. (2021) Track: Spacetime